# 1556-os saanhszi földrengés
A saanhszi (shaanxi) földrengés a történelem legpusztítóbb feljegyzett földrengése volt, megközelítőleg 830 ezer áldozatot követelt. 1556. január 23-án történt Kína Saanhszi (Shaanxi) tartományában, de több mint 97 megyét érintett Sanhszi (Shanxi), Honan (Henan), Kanszu (Gansu), Hupej (Hubei), Santung (Shandong), Hopej (Hebei), Hunan, Csiangszu (Jiangsu) és Anhuj (Anhui) tartományokban. A természeti csapás közvetlenül egy 1000 km átmérőjű területen okozott károkat, néhány megyében a lakosság 60%-a is odaveszett. A halálos áldozatok rendkívül nagy számát elsősorban az okozta, hogy az érintett területen az emberek hagyományosan löszfalakba vájt mesterséges barlangokban laktak, amelyek könnyedén beomlottak.
A földrengés a kutatások szerint nyolcas erősségű volt, az utórengéseket – havonta több alkalommal – még fél éven át érezni lehetett. Az epicentruma Saanhszi (Shaanxi) tartomány Hua megyéjében, a Hua-hegynél volt (északi szélesség 34,5, keleti hosszúság 109,7).